# Anniston (Alabama)
Anniston is een city in de Amerikaanse staat Alabama. De stad telt 23.741 inwoners (2005) en heeft een oppervlakte van 116,5 km². Het is de county seat (hoofdplaats) van Calhoun County.

## Geboren
- Lucky Millinder (1900-1966), orkestleider, zanger
- Bobby Edwards (1926-2012), countryzanger
- Michael Biehn (1956), (film)acteur

## Chemische fabriek
In 2002 is, uit een onderzoek van het CBS-nieuwsprogramma 60Minutes, gebleken dat Anniston een van de meest giftige steden van Amerika is. De voornaamste bron van verontreiniging betreft de chemische fabriek van Monsanto, welke al sinds de jaren '70 is gesloten. Een beschrijving van de locatie door Environmental Protection Agency (EPA), het Amerikaanse federale milieuagentschap, luidt als volgt :
De Anniston-PCB-locatie bestaat uit woningen, commerciële en openbare gebouwen, gelegen in en rond Anniston in Calhoun County, Alabama, waar gevaarlijke stoffen, waaronder polychloorbifenylen (PCB's), worden aangetroffen. De PCB's werden in de fabriek geproduceerd van 1929 tot en met 1971. De fabriek van Solutia Inc. in Anniston beslaat circa 28 hectare en ligt ongeveer 1,6 kilometer ten westen van het centrum van Anniston.
De locatie is niet vermeld op de NPL, maar wordt beschouwd als een locatie van NPL-kaliber.

## Nieuws
Bij Anniston schoot op 3 mei 2007 een elfjarige jongen tijdens een jachtpartij een reusachtig wild varken. Het dier woog 477 kilo en was 2,84 meter lang. Later bleek dat de familie van de jongen het dier vier dagen voor de jacht had gekocht.